# Лидс (тауншип, Миннесота)
Лидс (англ. Leeds) — тауншип в округе Марри, Миннесота, США. На 2000 год его население составило 238 человек.

## География
По данным Бюро переписи населения США площадь тауншипа составляет 92,3 км², из которых 91,6 км² занимает суша, а 0,7 км² — вода (0,79 %).

## Демография
По данным переписи населения 2000 года здесь находились 238 человек, 84 домохозяйства и 65 семей.  Плотность населения —  2,6 чел./км².  На территории тауншипа расположено 88 построек со средней плотностью 1,0 построек на один квадратный километр. Расовый состав населения: 97,48 % белых, 1,26 % коренных американцев и 1,26 % приходится на две или более других рас.
Из 84 домохозяйств в 42,9 % воспитывались дети до 18 лет, в 71,4 % проживали супружеские пары, в 2,4 % проживали незамужние женщины и в 22,6 % домохозяйств проживали несемейные люди. 22,6 % домохозяйств состояли из одного человека, при том 13,1 % из — одиноких пожилых людей старше 65 лет. Средний размер домохозяйства — 2,83, а семьи — 3,34 человека.
34,9 % населения — младше 18 лет, 4,6 % — в возрасте от 18 до 24 лет, 25,2 % — от 25 до 44, 25,2 % — от 45 до 64, и 10,1 % — старше 65 лет. Средний возраст — 35 лет. На каждые 100 женщин приходилось 114,4 мужчин.  На каждые 100 женщин старше 18 приходилось 118,3 мужчин.
Средний годовой доход домохозяйства составлял 40 625 долларов, а средний годовой доход семьи —  41 563 доллара. Средний доход мужчин —  26 875  долларов, в то время как у женщин — 30 208. Доход на душу населения составил 31 218 долларов. За чертой бедности находились 15,4 % семей и 16,6 % всего населения тауншипа, из которых 24,0 % младше 18 лет.